# Jordon Mutch
Jordon James Edward Sydney Mutch (ur. 2 grudnia 1991 w Derby) – angielski piłkarz występujący na pozycji pomocnika w Crystal Palace